# Franck Tortiller

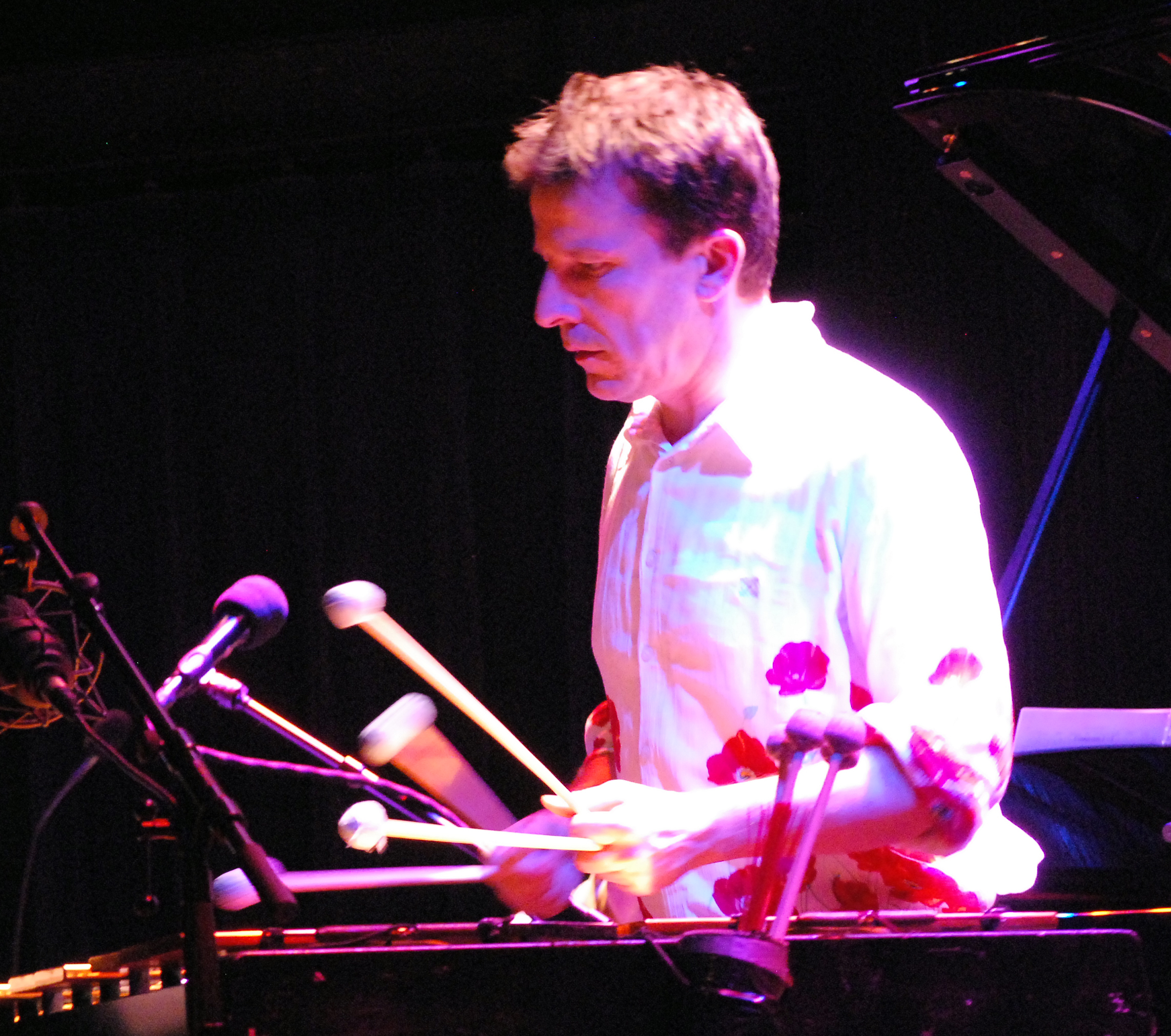
Franck Tortiller tijdens een optreden met Christian Muthspiel (Innsbruck, 2010)

Franck Tortiller (1963) is een Franse jazzvibrafonist, marimba-speler, componist en bigbandleider.

## Biografie
Tortiller studeerde aan het conservatorium van Dijon, en aan het Conservatoire national supérieur de musique et de dance de Paris waar hij percussie en muziektheorie studeerde. In 1989 won hij als solist de eerste prijs op het Concours National de Jazz de La Défense. Hij begeleidde Juliette Gréco en was lid van het kwintet van Claude Barthélémy. Zijn eerste album verscheen in 1996, gemaakt met drummer Pascal Vignon en contrabassist Yves Rousseau (Les Jours De Fête: Hommage à Jacques Tati). Andere trio-albums zijn "Early Dawn“ (2005, met drummer David Duteil en bassist Yves Torchinsky) en "Impertinance“ (met Michel Godard en Patrice Héral). Met Héral en Godard vormt hij een trio (2013). Sinds 2009 speelt hij met een kwartet met Matthieu Michel, Patrice Héral en bassist Antoine Reininger. Verder treedt hij solo op.
Van 1993 tot 2000 was hij lid van het Vienna Art Orchestra. Hij was ook lid van het kwartet van Simon Spang-Hanssen, het sextet van Jean-Marc Padovani (Out. Tribute to Eric Dolphy) en van verschillende groepen van Michel Godard (Cousins Germains, Archangelica, Ivresses) en Christian Muthspiel.
Van 2005 tot 2008 leidde hij het Orchestre National de Jazz (albums "Electrique“ en "Close to Heaven“). Voor zijn met dit orkest uitgevoerde "Sentimental ¾“ kreeg hij in 2007 een Django d’Or (Frankrijk) in de categorie 'beste live-muziek.
Als componist schreef hij o.m. (in opdracht) voor het Orchestre de Massy en Radio France.
Tortiller is oprichter van het festival Jazz à Couches.

## Discografie (selectie)
- Tortiller/Godard/Héral impertinAnce, 2006
- Franck Tortiller Orchestre Sentimental ¾ (met Jean Gobinet, Herbert Joos, Jean-Louis Pommier, Michel Marre, Bruno Wilhelm, Eric Seva, Vincent Limouzin, Eric Bijon, Yves Torchinsky, Patrice Héral), 2008
- Franck Tortiller Orchestre Janis the Pearl (met Jacques Mahieux, Matthieu Michel, Jean Gobinet, Anthony Caillet, Jean-Louis Pommier, Matthieu Vial-Collet, Yves Torchinsky, Patrice Héral), 2012